# Bahnhofbrücke Zürich
Die Bahnhofbrücke in Zürich verbindet den Bahnhofplatz über die Limmat mit dem Central.

## Geschichte

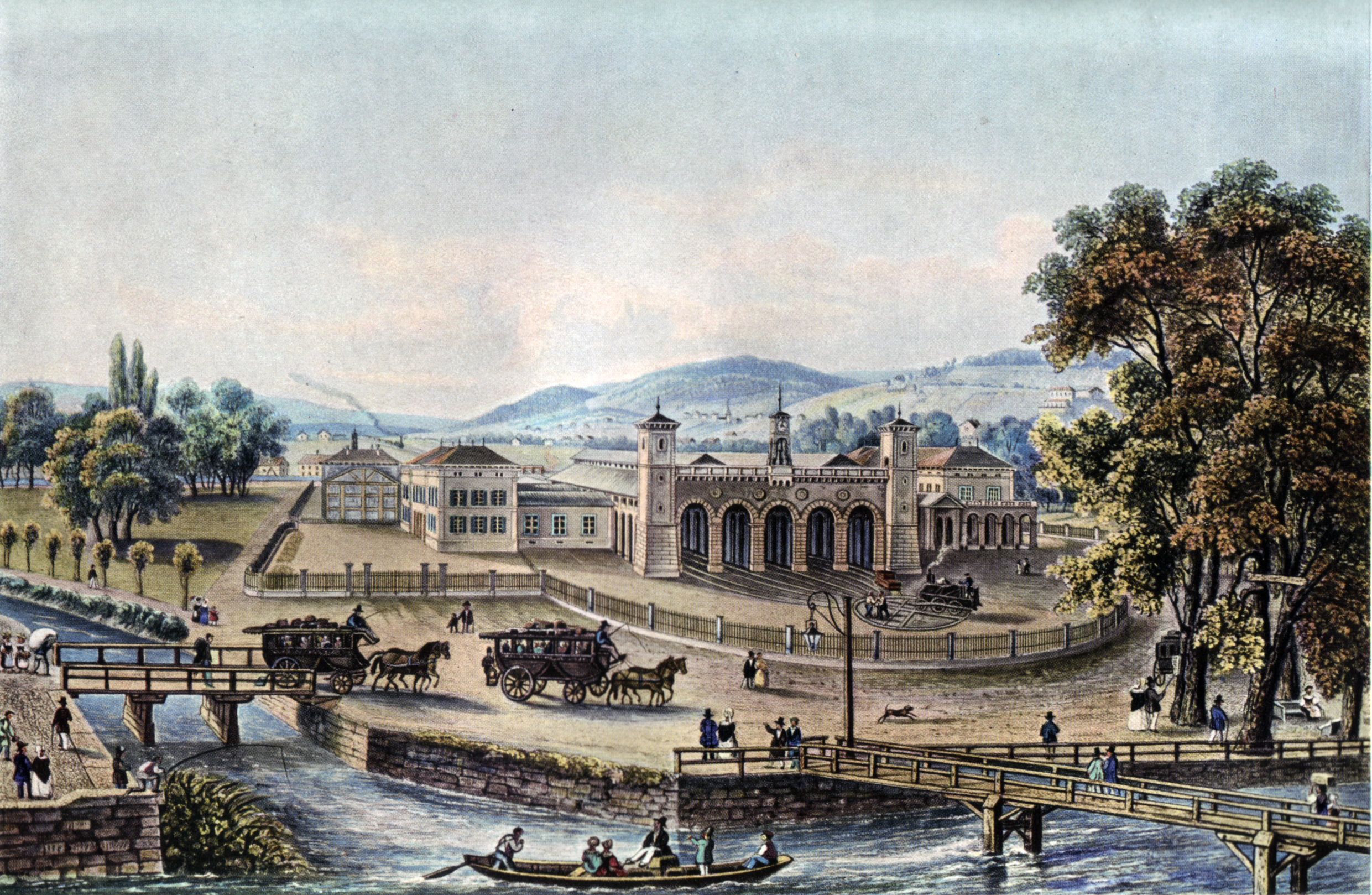
Erster Bahnhof von Zürich. Links die Brücke über den Schanzengraben, rechts der Lange Steg.

### Erster Bahnhof
Die Schweizerische Nordbahn (SNB) verband ab 1847 Zürich mit Baden, wobei der Bahnhof schon damals an der Stelle des heutigen Zürcher Hauptbahnhofs angelegt wurde. Der Standort auf der Landzunge zwischen Sihl und Limmat kurz vor deren Zusammenfluss der beiden Flüsse war schlecht an die damalige Stadt angebunden: Er lag nördlich der Stadt links der Limmat und konnte nur über eine kleine Brücke über den Schanzengraben erreicht werden. Der Schanzengraben mündete damals noch oberhalb des Bahnhofs in die Limmat, nicht wie heute bei der Gessnerallee in die Sihl. Die rechtsufrige Stadt war über den Langen Steg mit dem Bahnhof verbunden. Diese Holzbrücke aus dem Jahre 1662 konnte von schweren Fuhrwerken nicht befahren werden. Sie konnten den Bahnhof nur über die Rathausbrücke erreichen. 

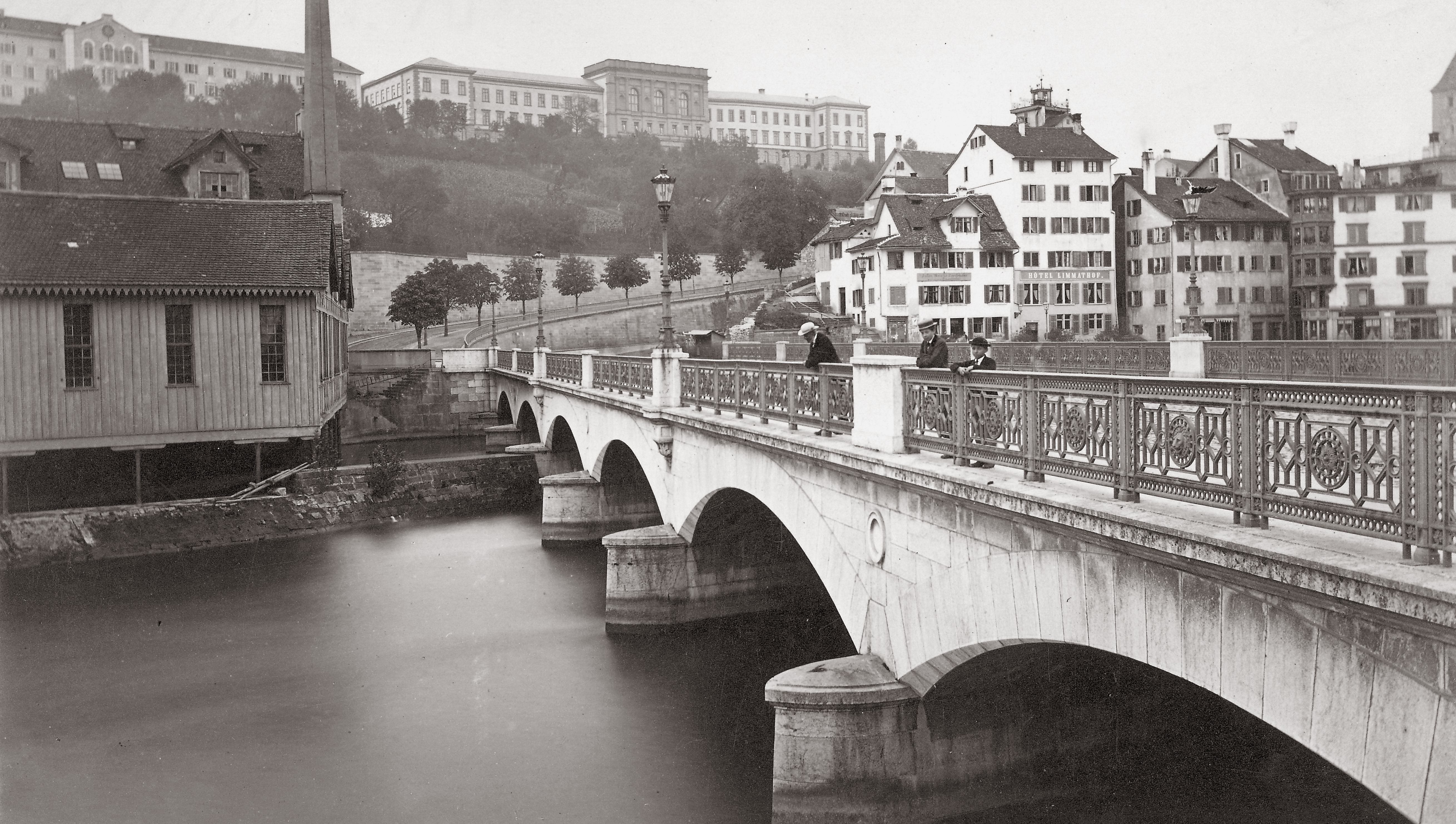
Bahnhofbrücke von Arnold Bürkli, Aufnahme ca. 1870. In Hintergrund die ETH noch ohne Kuppel, links der Brücke ist im Vordergrund die Neumühle, das erste Fabrikgebäude von Escher Wyss zu sehen.

### Brücke von Arnold Bürkli
Im Jahre 1853 wurde die Schweizerische Nordbahn mit der Zürich-Bodenseebahn zur Schweizerischen Nordostbahn (NOB) zusammengeschlossen. Die neue Bahngesellschaft beschloss 1854, den Standort des Bahnhofs unverändert zu lassen und die Bahnstrecke von Winterthur über Oerlikon in den bestehenden Bahnhof einzuführen. Damit der Bahnhof besser an die Stadt rechts der Limmat angebunden werden konnte, erstellte der Stadtingenieur Arnold Bürkli im selben Jahr ein Projekt für den Bau der Bahnhofbrücke, die etwas oberhalb des Langen Steges zu liegen kommen und diesen ersetzen sollte. Im Herbst 1861 wurde mit dem Bau der Brücke begonnen, wobei der Schanzengraben in die Sihl abgeleitet wurde. Die Bauleitung oblag Arnold Bürkli, der Unternehmer war Johann Ludwig Pestalozzi, der zuvor hauptsächlich für die Vereinigten Schweizerbahnen tätig war. Die Bauarbeiten konnten 1863 abgeschlossen und die Brücke 1864 dem Verkehr übergeben werden. Anders als der Lange Steg führte die Steinbogenbrücke über die Papierwerd.
Die Brücke von Arnold Bürkli wurde 1899 flussabwärts um fünf Meter verbreitert.

### Neubau in den 1950er-Jahren

Der Neubau der Bahnhofbrücke in den 1950er-Jahren. Die neue Brücke ist zwischen Werdinsel und Central fertiggestellt. Der Limmatarm links der Werdinsel wird durch die Motorfahr-zeugunterführung ersetzt. Es sind noch die Bögen der alten Brücke zu sehen.

Am 12. September 1948 beschlossen die Stimmbürger einen Kredit von 10,65 Mio. Franken für die Neugestaltung des Bahnhofplatzes, des Centrals – damals noch Leonhardplatz – und den Neubau der Bahnhofbrücke. Bevor die neue Bahnhofbrücke gebaut werden konnte, musste die alte Globus-Liegenschaft abgebrochen und die Motorfahrzeugunterführung am Bahnhofquai erstellt werden. Die bestehende Brücke wurde zwischen 1950 und 1952 schrittweise abgebrochen. Die neue Betonplattenbrücke wurde gegenüber der alten Brücke flussaufwärts breiter ausgeführt, benutzt aber weiterhin die Pfeilerfundierungen der alten Brücke. Auf der Seite des Centrals wurde das Limmatufer aufgeschüttet, um mehr Platz für die Tramhaltestelle zu gewinnen. Es befindet sich deshalb unter dem Platz ein zugeschütteter Bogen der alten Brücke. Auf der Bahnhofseite wurde das Flussbett der Limmat für die Motorfahrzeugunterführung am Bahnhofquai benutzt, sodass die neu gebaute Brücke kürzer wurde als ihr Vorgängerbauwerk.